# Riverdale (Chicago)
Pour les articles homonymes, voir Riverdale.

Situation de Riverdale dans la ville de Chicago

Riverdale est l'un des 77 secteurs communautaires de la ville de Chicago aux États-Unis. 